# Rehsonia
Rehsonia là một chi thực vật có hoa trong họ Đậu.